# تیم ملی بسکتبال زنان نروژ
تیم ملی بسکتبال زنان نروژ ، نماینده نروژ در مسابقات بین‌المللی بسکتبال زنان است.